# Бьозинген при Ротвайл
Бьозинген (на немски: Bösingen) е община в окръг Ротвайл в Баден-Вюртемберг, Германия с 3323 жители (към 31 декември 2017).
Намира се над горен Некар между Шварцвалд и Швебишер Алб. Днешната община Бьозинген е новообразувана на 1 октомври 1974 г. от общините Бьозинген и Херенцимерн.